# DoubleClick
DoubleClick was een bedrijf dat in 2007 door Google werd overgenomen en diensten voor het aanbieden van advertenties op het internet ontwikkelde en aanbood. Tot haar klanten behoorden bureaus, marketeers en uitgevers die onder meer bedrijven als Microsoft, General Motors, Coca-Cola, Motorola, L'Oréal, Palm, Apple, Visa, Nike en Carlsberg bedienden.